# Chimonocalamus clade
Chimonocalamus clade è una denominazione provvisoria per una sottotribù di piante spermatofita monocotiledone di bambù appartenente alla famiglia Poaceae (ordine delle Poales).

## Etimologia
Il nome della denominazione provvisoria del clade deriva dal suo genere più importante Chimonocalamus J.R. Xue & T.P.Yi, 1979 il cui nome è formato da due parole greche: "cheimonas" (= inverno) e "kalami" (= canna).

## Descrizione

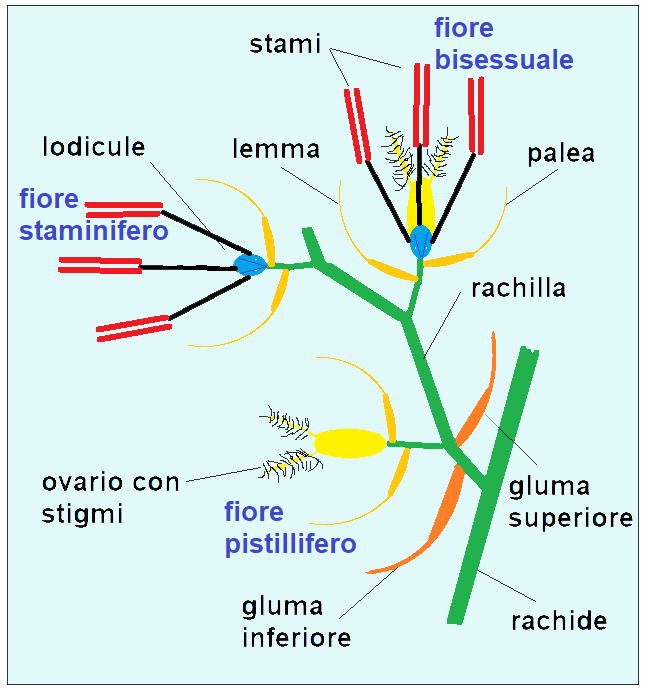
Spighetta generica con tre fiori diversi

- Il portamento di questa specie è arbustivo perenne (o arborescente) con robusti culmi legnosi ed eretti (in "Ampelocalamus" sono ammassati). Le radici in genere sono del tipo fascicolato derivate da corti rizomi pachimorfi. Gli internodi sono affusolati (o anche a volte quadrangolari) e glabri. I nodi sono lievemente prominenti (gonfi). Dai nodi inferiori possono diramarsi delle radici aeree spinose. Inoltre da ogni nodo possono svilupparsi orizzontalmente fino a 3 - 5 rami subuguali orizzontali. Le specie del genere Chimonocalamus producono deliziosi germogli di bambù profumati. Dimensioni delle piante: altezza fino a 10 metri.[1][6][7][8][9][10][11][12][13]
- Le foglie lungo il culmo in genere sono alterne e distiche. Sono composte da una guaina (decidua) con o senza padiglioni auricolari (se presenti sono poco appariscenti), una ligula e una lamina con forme da lineari o lanceolate a triangolari e apice acuto; la lamina può essere eretta o riflessa. Sono presenti dei pseudo-piccioli. Le venature sono parallelinervie (quelle trasversali sono poco prominenti).
- Infiorescenza principale (sinfiorescenza o semplicemente spiga): le infiorescenze, dei racemi a pannocchia aperta, sono ramificate in  Chimonocalamus e non ramificate e pendule in "Ampelocalamus"; inoltre sono sottese da poche o nessuna brattea. Le spighette, con forme lineari (o lanceolate o oblunghe) e compresse lateralmente, in genere sono robuste e quelle fertili sono lungamente pedicellate. Sono presenti anche spighette solitarie. In "Ampelocalamus" le spighette sono pendule a grappolo.
- Infiorescenza secondaria (o spighetta): le spighette fertili sono sottese da due brattee chiamate glume (inferiore e superiore). Le glume sono persistenti e più corte della spighetta. La forma è ovata con apice acuminato (quella superiore un po' più grande); la consistenza è erbacea con ciglia. Ogni spighetta è formata da più fiori fertili (da 2 fino a 12); i fiori apicali (mediamente uno) possono essere ridotti o sterili. Alla base del fiore fertile sono presenti due brattee: la palea e il lemma. Il lemma è ovato con apice acuto (mucronato) a consistenza erbacea, con scarse ciglia e riccamente venato. La palea è un po' più lunga del lemma, più stretta e carenata. La disarticolazione avviene sotto ogni fiore fertile. La rachilla è definita (di tipo cimoso).
- I fiori sono attinomorfi formati da 3 verticilli: perianzio ridotto, androceo e gineceo.

- Formula fiorale:

- , P 2, A (1-)3(-6), G (2–3) supero, cariosside.

- Il perianzio è ridotto e formato da tre lodicule, delle squame, poco visibili (forse relitto di un verticillo di 3 sepali). Le lodicule sono fittamente cigliate e trasparenti.

- L'androceo è composto da 3 stami ognuno con un breve filamento libero, una antera e due teche. Le antere, colorate di giallo, sono basifisse con deiscenza laterale. Il polline è monoporato.

- Il gineceo è composto da 3-(2) carpelli connati formanti un ovario supero. L'ovario, glabro (e senza appendice) ha un solo loculo con un solo ovulo subapicale (o quasi basale). L'ovulo è anfitropo e semianatropo e tenuinucellato o crassinucellato. Lo stilo è unico con due (o tre) stigmi papillosi.

- I frutti sono del tipo cariosside, ossia sono dei piccoli chicchi indeiscenti nel quale il pericarpo è formato da una sottile parete che circonda il singolo seme. In particolare il pericarpo è fuso al seme e aderente. L'endosperma è duro e l'ilo è lungo e lineare. L'apice è privo di appendici. L'embrione è provvisto di epiblasto. I margini embrionali della foglia si sovrappongono.

## Biologia
In generale nelle erbe delle Poaceae la fecondazione avviene fondamentalmente tramite l'impollinazione dei fiori per via  anemogama. Gli stigmi piumosi sono una caratteristica importante per catturare meglio il polline aereo.
I semi cadendo a terra, dopo aver eventualmente percorso alcuni metri a causa del vento (dispersione anemocora) sono dispersi soprattutto da insetti tipo formiche (mirmecoria).

## Distribuzione e habitat
La distribuzione delle specie di questo gruppo sono prevalentemente asiatiche con habitat anche montani.

## Tassonomia
La famiglia di appartenenza di questo gruppo (Poaceae) comprende circa 650 generi e 9.700 specie (secondo altri Autori 670 generi e 9.500). Con una distribuzione cosmopolita è una delle famiglie più numerose e più importanti del gruppo delle monocotiledoni e di grande interesse economico: tre quarti delle terre coltivate del mondo produce cereali (più del 50% delle calorie umane proviene dalle graminacee). La famiglia è suddivisa in 12 sottofamiglie, il gruppo di questa voce è descritto al'interno della sottofamiglia Bambusoideae (tribù Arundinarieae).

### Composizione del clade
Il clade si compone di 3 generi e circa 24 specie:
| Genere                                             | Specie | Distribuzione                                        |
| -------------------------------------------------- | ------ | ---------------------------------------------------- |
| Chimonocalamus J.R. Xue & T.P. Yi, 1979            | 11     | Cina sud-occidentale, Himalaya orientale e Birmania. |
| Ampelocalamus S.L.Chen , T.H.Wen & G.Y.Sheng, 1981 | 14     | Dall'Himalaya centrale al sud della Cina             |
| Fargesia Franchet, 1893                            | ? (2)  | Asia sud-orientale                                   |

- Nota 1: esclusa la specie Ampelocalamus calcareus(=Hsuehochloa calcarea) inclusa nel Clade XI.
- Nota 2: del genere Fargesia qui è considerata solamente la sezione Ampullares.[16]

### Filogenesi
La conoscenza filogenetica della tribù Arundinarieae è ancora in via di completamento. Per il momento i botanici (provvisoriamente) dividono la tribù in 12 cladi. Al gruppo di questa voce è assegnato il terzo clade (Clade III). All'interno della tribù il Chimonocalamus clade è "gruppo fratello" del Clade XII (Kuruna). Questi due gruppi si stima che si siano separati circa dai 3,5 ai 2,8 milioni di anni fa (il primo valore è calcolato con procedure di calibrazione sul DNA; il secondo dato è ricavato dalle analisi dei fossili).
Dalle analisi del DNA il genere Chimonocalamus risulta monofiletico. Sembra tuttavia che alcune specie del genere abbiano acquisito cloroplasti dalle specie del clade "Phyllostachys clade" (Clade V), indicando eventi di ibridazione intergenerica. Il genere Ampelocalamus è polifiletico: una specie, Ampelocalamus calcareus C.D. Chu & C.S. Chao, forma un clade separato (Clade XI) mentre il resto del genere è collegato a Chimonocalamus, sebbene altre ricerche lo descrivono all'interno del "V clade".
Studi recenti includono in questo gruppo anche alcune specie del genere Fargesia sect. Ampullares.
Per il genere Chimonocalamus sono indicate le seguenti sinapomorfie: germogli fragranti; dai nodi inferiori si diramano alcune radici aeree spinose. Per il genere Ampelocalamus e Fargesia non è indicata nessuna sinapomorfia.